# Navicella (Liturgia)

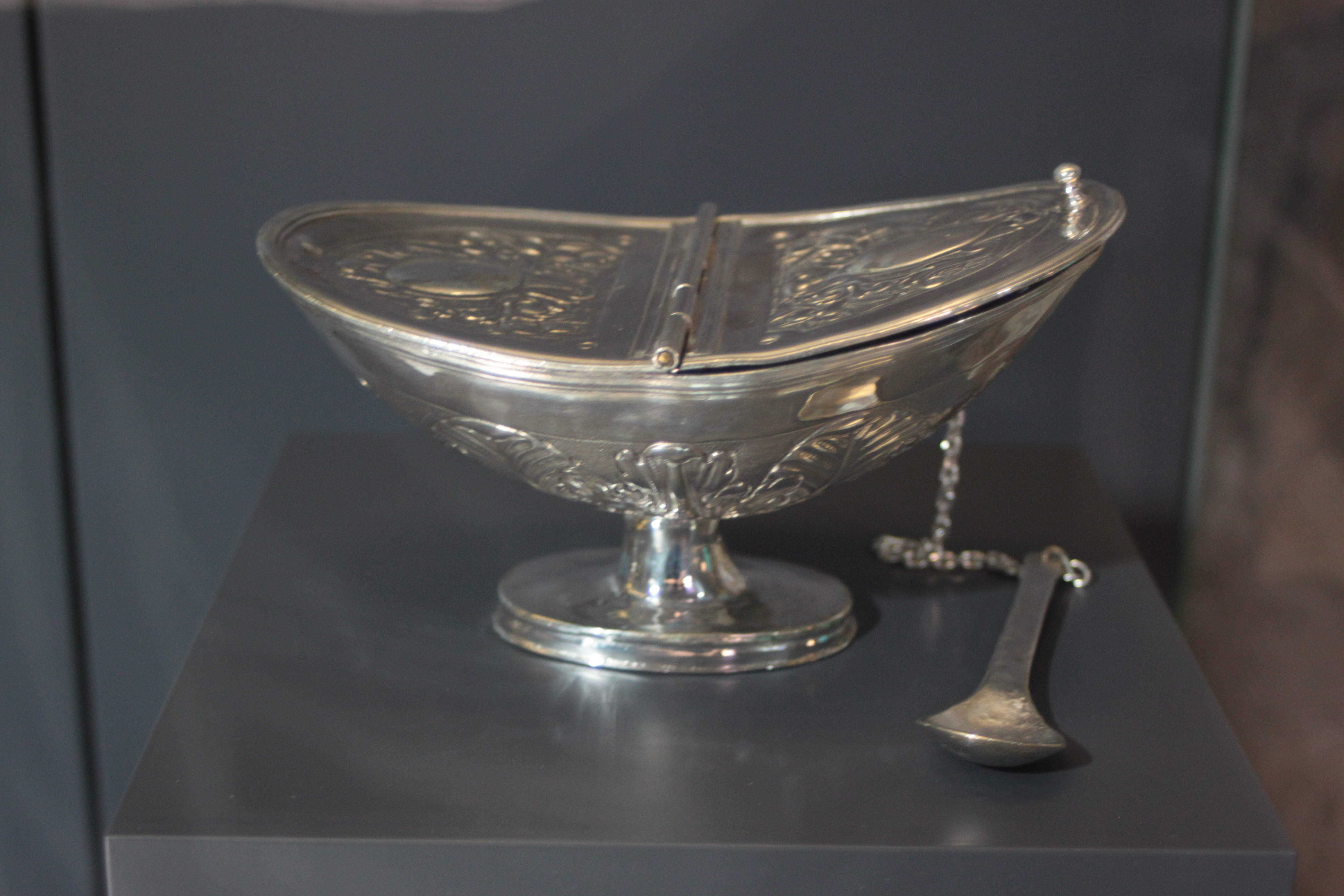
Navetta (opera del 1734, tesoro della chiesa di Saint-Thuriau, Crach, Bretagna, Francia).

La navicella è il contenitore per l'incenso da utilizzare durante le celebrazioni liturgiche e in altre celebrazioni di preghiera delle Chiese di tradizione latina e anglicana. Meno frequentemente lo stesso oggetto è chiamato navicella per l'incenso, navetta per l'incenso, navetta portaincenso, o navetta.
Il nome deriva dalla forma tradizionale simile allo scafo di una nave. Etimologicamente il termine navicella deriva dal latino navicĕlla, che significa "piccola nave", il termine navetta deriva dal francese navette con lo stesso significato di "piccola nave".

## Storia
Fino al IX secolo non esisteva alcun portaincenso specifico da usare nelle celebrazioni. Inizialmente il contenitore aveva la forma di una torre e successivamente quella di una coppa, chiamata acerra, che fu in uso fino al XIII secolo, quando - come attestano alcuni inventari di quel secolo - venne sostituita dalla navicella, un portaincenso a forma di piccola nave a simboleggiare la navicula Petri, cioè la Chiesa. Nel XIV e XV secolo la navicella aveva un profilo quasi a mezzaluna, caratterizzata da una coppa stretta e allungata.
L'uso della navicella si diffuse a partire dal XV secolo. Nei secoli successivi la coppa divenne più larga, fino ad assumere la forma di una nave pesante, detta navicella a galeone, riccamente decorata con statuine e balaustre in epoca barocca, qualche volta decorata con figure allegoriche.
Nel XIX secolo la forma della navicella subì una sorta di stilizzazione, assimilandosi a quella della lucerna con un becco appuntito al posto della prua e una grande voluta in luogo della poppa.

## Descrizione

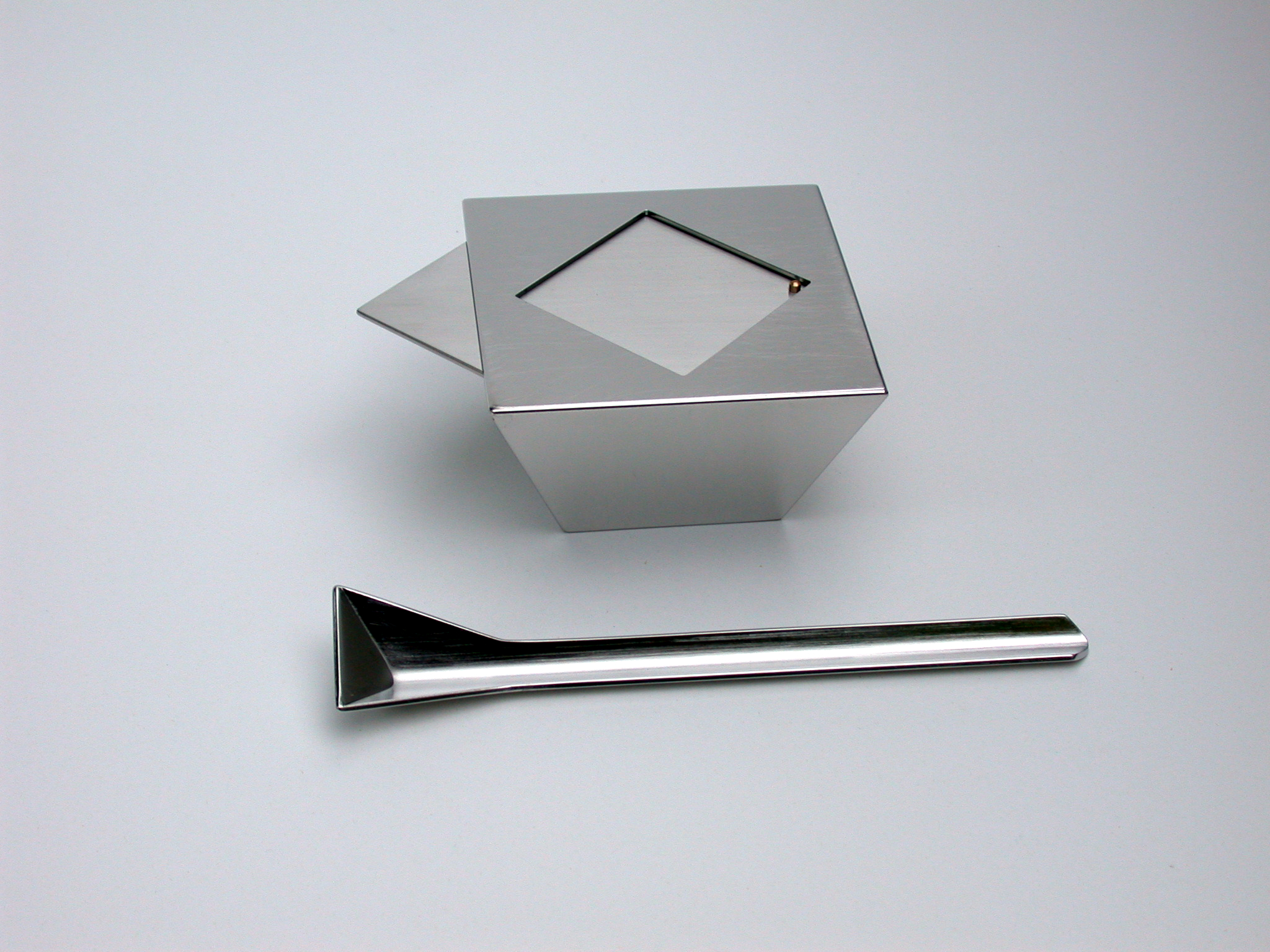
Navicella di fattura recente, opera dell'artista svizzero Josef Caminada (1937-2012).

Non esistono norme specifiche per la navicella, che è realizzata prevalentemente in metallo di solito argentato o dorato, e più raramente in cristallo.
La navicella è costituita di un piede, un fusto, e una coppa a forma di piccola nave. La coppa è chiusa nella parte superiore da un coperchio oblungo costituito di due valve simmetriche incernierate al centro, delle quali di solito una sola si apre verso l'alto, ma a volte entrambe. All'estremità delle valve apribili vi è  un pomello, una levetta o piccoli ganci per facilitare l'apertura della coppa.
Attualmente sono prodotte navicelle anche di forma circolare e quadrata. Accessorio della navicella è il cucchiaino per incenso, qualche volta unito a questa con una catenella. Navicella, cucchiaino e turibolo fanno parte del servizio per l’incensazione, il quale solo in epoca tarda, è andato a comporsi come un corredo omogeneo per stile e materiali usati, come avviene tuttora. Pregevoli realizzazioni sono state realizzate nei secoli e si possono ammirare nei Musei di Arte sacra.

## Utilizzo
L'incenso si mette nella navicella per essere poi infuso col cucchiaino sui carboni che ardono nell'incensiere o turibolo.
Nelle celebrazioni la navicella viene affidata a un ministrante detto navicelliere o naviculario e in sua assenza al turiferario.

## Galleria d'immagini
Le seguenti immagini vogliono documentare i diversi materiali di manifattura e le forme  nel corso dei secoli.

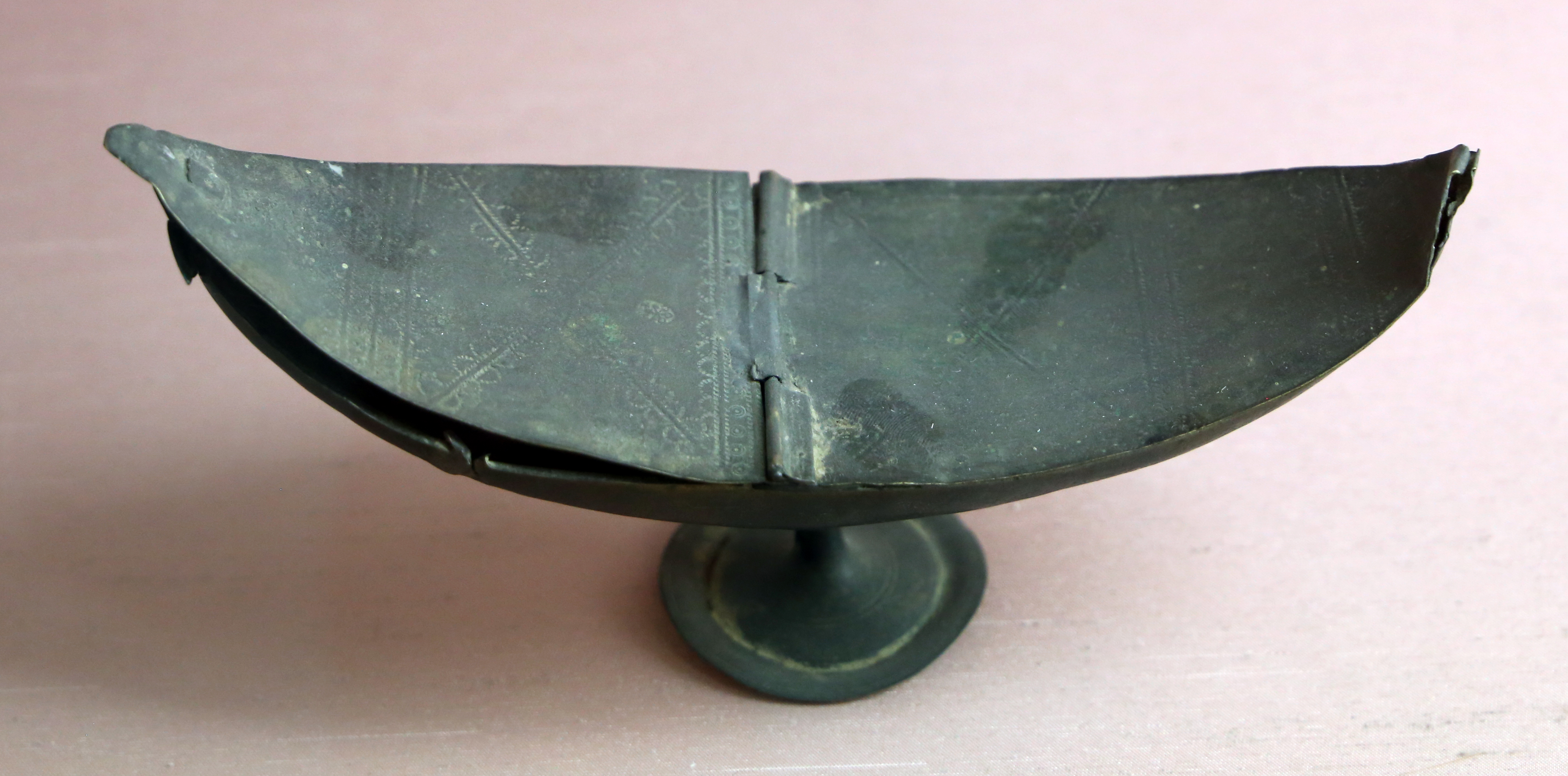
Navicella in rame, XIV secolo, manifattura aretina.
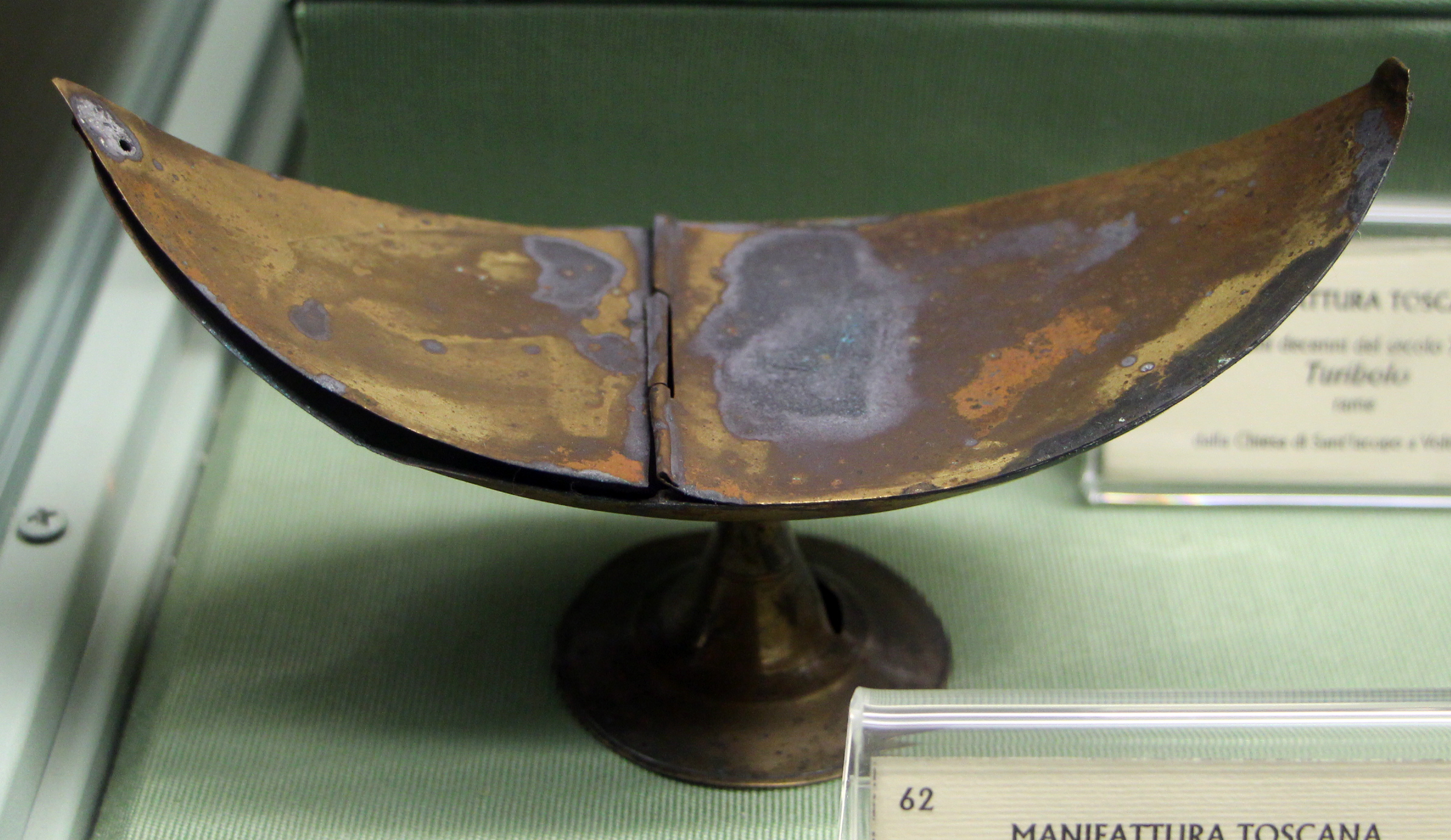
Navicella in ottone, 1500-1510 circa, Chiesa di San Jacopo a Voltiggiano di Montespertoli (Firenze).
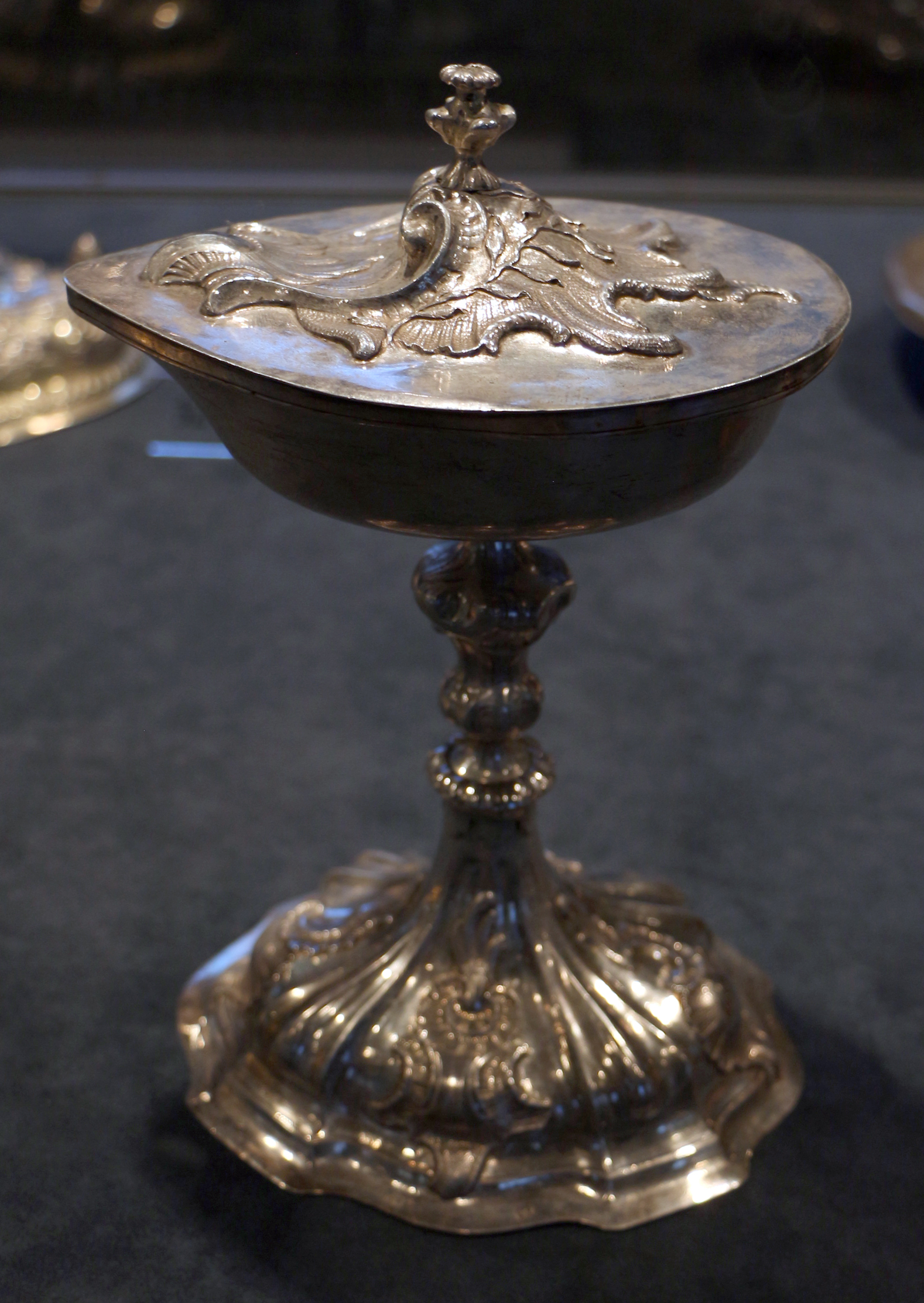
Navicella di forma circolare in argento, 1760 circa, Duomo di Trento.
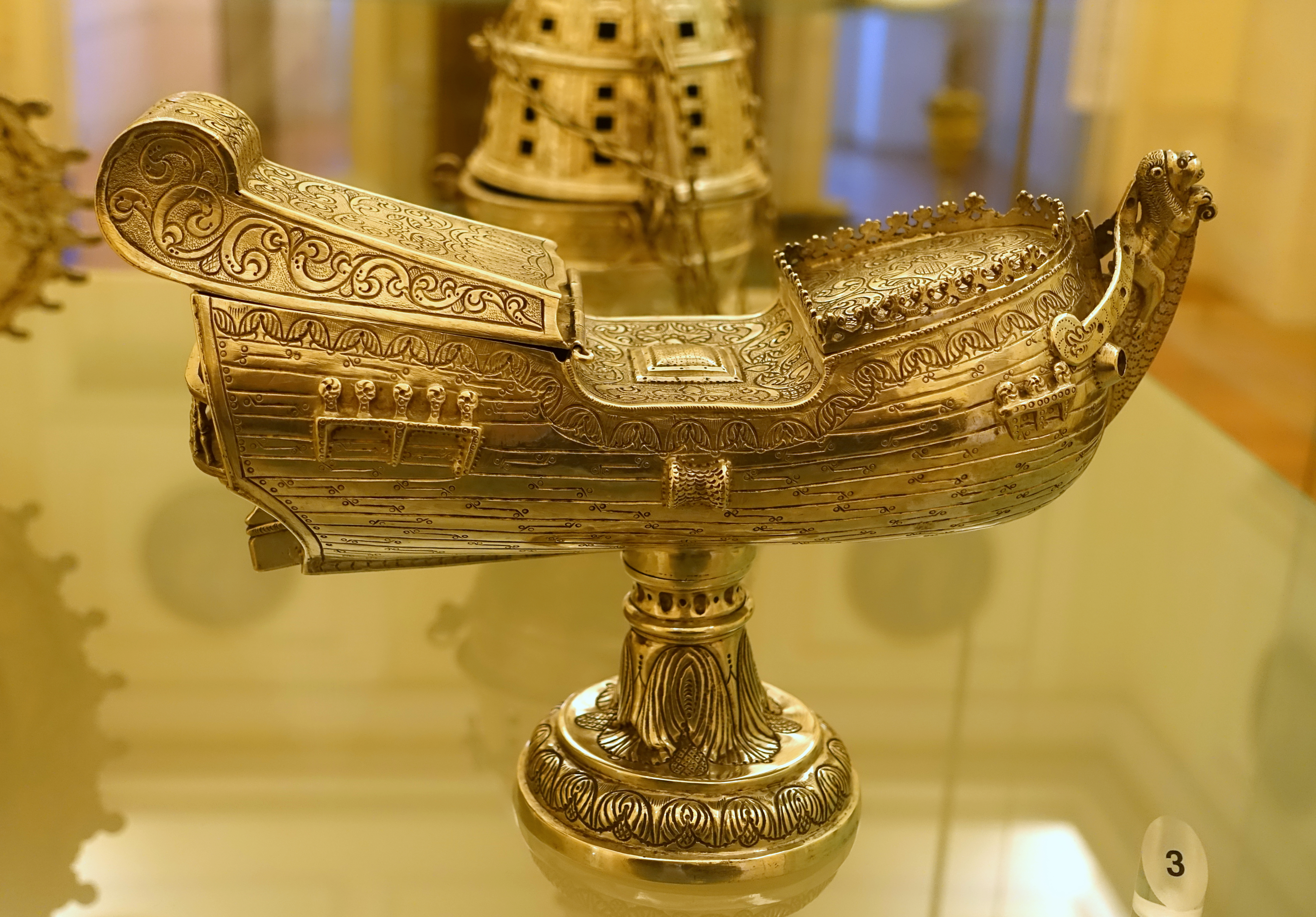
Navicella a galeone in argento, 1719-1755 circa, da Baia (Brasile) ora nel Museo Nazionale di Soares dos Reis, Porto (Portogallo).
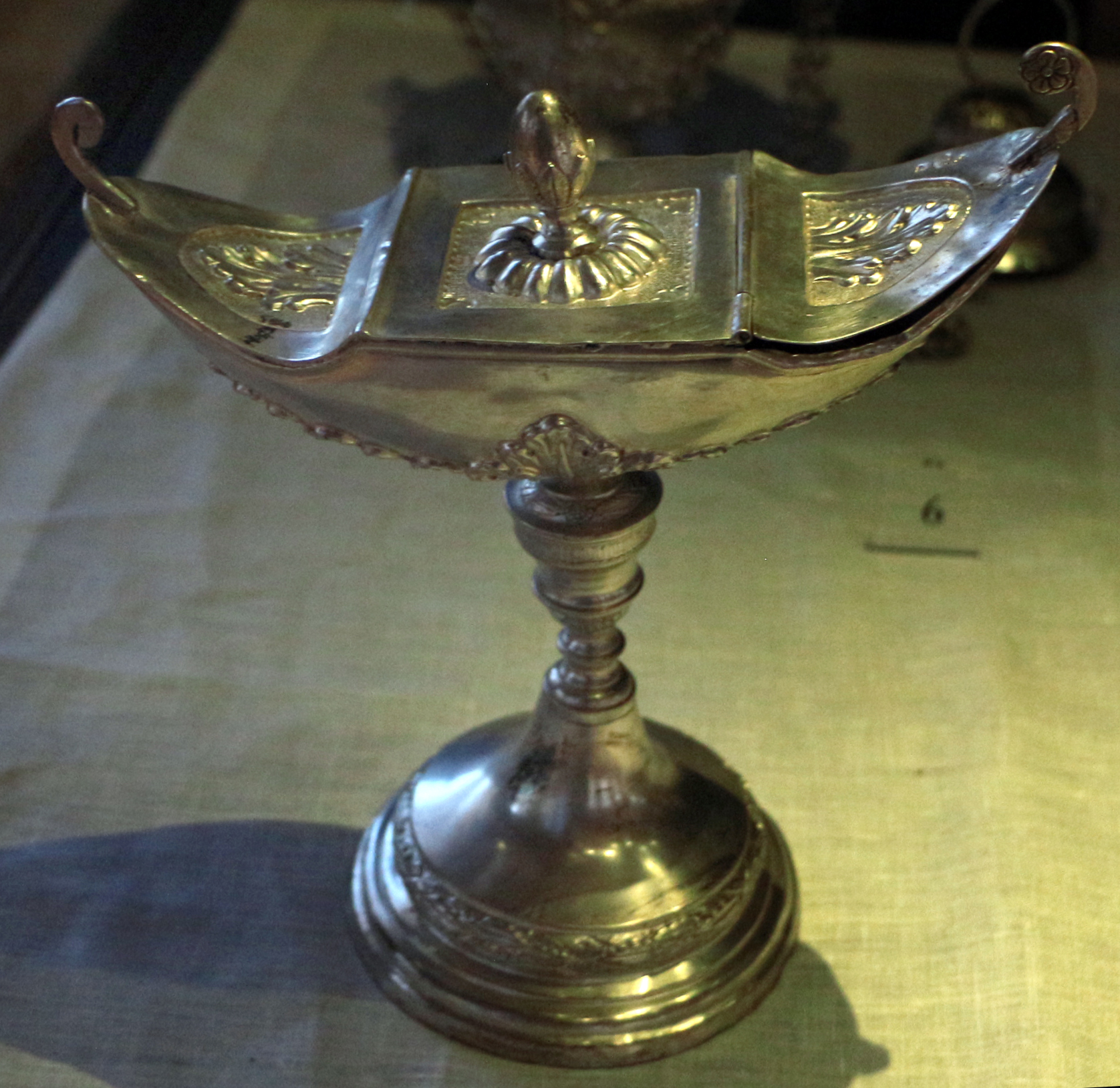
Navicella in argento, manifattura veronese, 1800-1850 circa, Duomo di Trento.
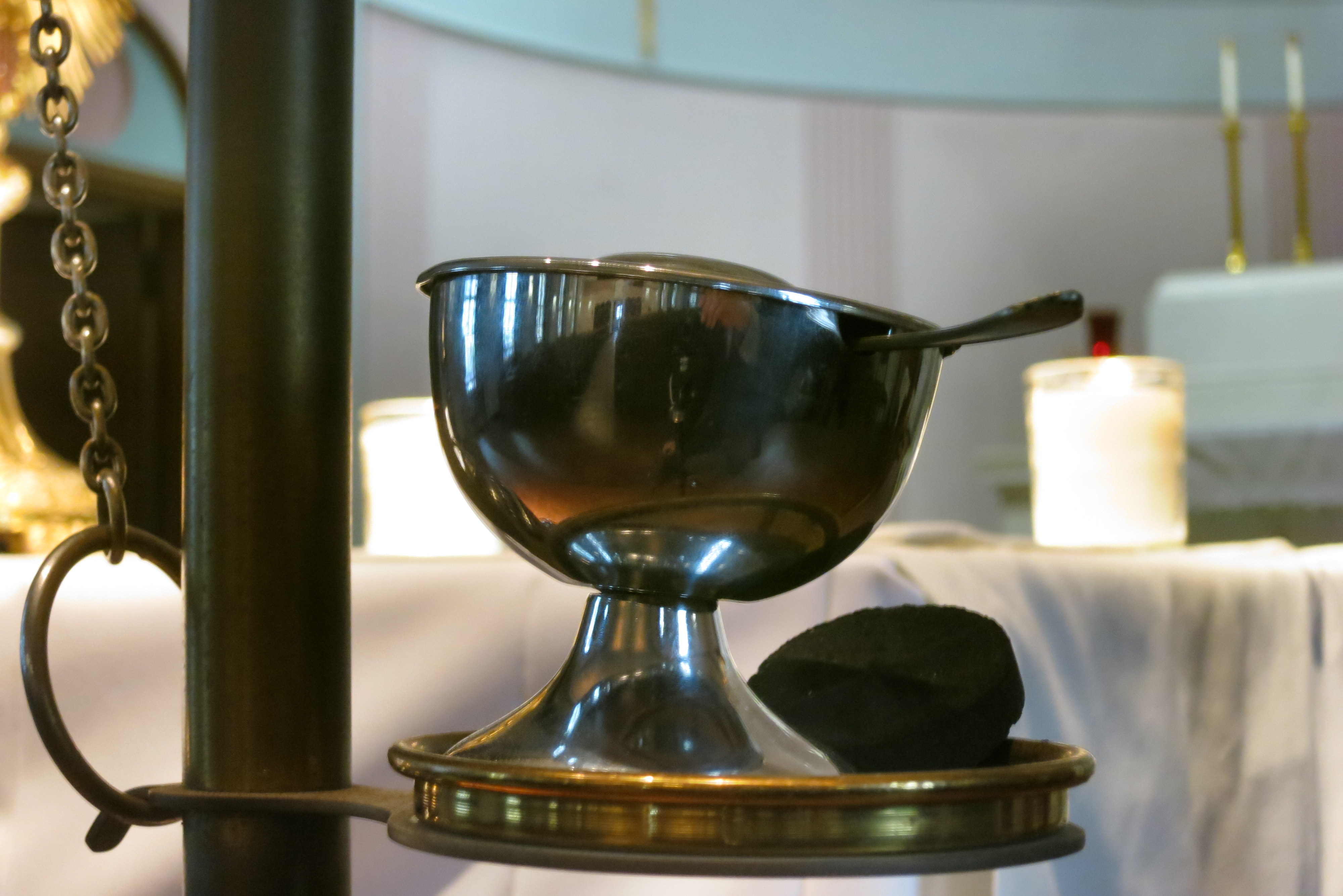
Navicella di forma circolare e recente fattura, Cappella di Cristo Re in Sansbbury (Columbus, Università Cattolica dell'Ohio, U.S.A.).